# Tudás
A tudás a kontextustól függően egy sok értelemben használt szó, így nehéz definiálni. Egy átfogó meghatározás helyett tehát inkább ezeket a kontextusokat és az ottani jelentést írjuk le.

## Hétköznapi tudás
A hétköznapi értelemben a „tudás” szónak legalább két értelmét is megkülönböztetjük. Az egyik az a teoretikus tudás, amelyet a filozófia is vizsgál, és lejjebb részletezni fogunk. A másik az képességet jelent. A teoretikus tudás tanulás során, vagy a tapasztalatokból összefüggések tudatos felismerésével szerzett információ. A képesség pedig a gyakorlás során tudattalanul alakul ki. A képességeket az emberek, akárcsak az állatok, viszonylag lassan, hosszú gyakorlat (tanulás) során szerzik. Az ember azonban abban különbözik a legtöbb állattól, hogy képes teoretikus tudást is elsajátítani, méghozzá akár egyszeri példa alapján, következtetéssel, vagy tanulás során nyelvi kommunikációban.

## Tudás a filozófiában
A filozófia azon ága, amelyik a tudással foglalkozik, az ismeretelmélet vagy episztemológia, csak a teoretikus tudással, és annak is csak a kikristályosodott, filozófiailag releváns részével foglalkozik.
A nyugati filozófia történetében Platontól kezdve a legtöbb filozófusnak a tudás egy igazolt igaz vélekedés volt. Platón Theaitétosz című dialógusa fogalmazza ezt meg. Kezdetben sokan tudásnak csak a bizonyosan igaz vélekedéseket tartották, míg minden kevésbé bizonyosat csak valószínű vélekedésnek.
Lehet azt mondani, hogy a tudományos tudás, vagy a filozófiai tudás a hétköznapi elméleti tudás kikristályosodott változatai. Ez azt jelenti, hogy a hétköznapokban is egyfajta igazolás kapcsolódik a tudáshoz, de a kikristályosodott változatban az igazolás maga is tudatos, szervezett, és egzakt.
Későbbi filozófiai kritikák során be kellett látni, hogy bizonyossággal legfeljebb a tudásunk egy szűk része rendelkezhet (a szélsőséges szkeptikusok szerint semmi sem bizonyos), és ekkor csak valamilyen gyengébb igazoltságot, és nem bizonyosságot követeltek meg a tudástól.
Edmund Gettier tanulmánya mutatott azonban rá, hogy az igazság, és igazoltság bár valószínűleg szükséges, de nem elegendő feltételei a tudásnak, hanem kell még egy feltétel. Ugyanis nem mondhatjuk, hogy valaki tudással rendelkezik valamiről, ha eltalál valamit igaz módon, a vélekedésére igazolása is van, ugyanakkor az igazolás tartalma, és az állítás igazsága nem kapcsolódik szervesen, azaz az illető rossz gondolatmenettel talált el valamit helyesen.
Gettier cikke óta sokan próbáltak megoldást adni a problémára, amely megoldások az igazolás és az állítás igazsága közötti „szerves kapcsolatot” próbálják megragadni. Ez a vita azóta sem záródott le.

## Tudás az oktatástanban
A tudás az ismeretek olyan rendszerének birtoklása, melyben az egyes ismeretek egymással összefüggenek és készek az alkalmazásra.
Szintjei:
- felismerni tudás
- felidézni tudás
- alkalmazni tudás

## Tudás a vallásban
A tudás a vallások körében sokféleképpen megítélt emberi képesség. A legmélyebb misztériumok ismereteként felfogott gnószisz népszerű volt az ókori hellén világban, hatására alakultak ki a – gyógyítást és az üdvözítő tudást csak a beavatottak előtt feltáró – misztériumvallások és a gnosztikus vallások. A kereszténység története során mindig feszültség uralkodott a fideizmus és az Isten teremtette világegyetem vizsgálata között. Az utóbbi nyomán alakultak ki a természettudományok.  Az iszlám értékesnek tartja a tudást, de kételyei vannak a Koránt és a saríát követő magatartással ellentétes tudással szemben. Ez a feszültség az indiai vallásokban is megjelenik. A vidjá számít a legfontosabb értéknek. A tudatlanság (avidjá) a legnagyobb hiba és akadály, amelyet le kell küzdenie annak, aki magasabb cél elérésére törekszik. Ezért a dnyána-márga (a tudás útja) a megvilágosodáshoz és megszabaduláshoz (móksa) vezető három út (márga) közé tartozik a hinduizmusban. 

## Érdekességek
- A Max Planck Madártani Intézet és az Oxfordi Egyetem kutatásai alapján az Új-kaledón varjak képesek voltak olyan eszközök készítésére, amellyel korábban még nem volt dolguk. Ez a kutatók véleménye szerint azt bizonyítja, hogy ezek a madarak az emberhez hasonlóan képesek a teoretikus tudás elsajátítására. Az eszköz elkészítését úgy kezdték el, hogy már felismerték az ideális megoldás módját.[3][4]

## Lásd még
- Intuíció
- Ismeret
- Ösztön
- Igazság
- Tudományfilozófia
- Ismeretelmélet
- Logika
- Szkepticizmus
- Dunning–Kruger-hatás